# Syllepte hecalialis
Syllepte hecalialis là một loài bướm đêm trong họ Crambidae.